# Chladný vrch
Chladný vrch (742 m n. m.) je kopec v Bílých Karpatech, na česko-slovenských hranicích, asi čest kilometrů jižně od obce Brumov-Bylnice v okrese Zlín. Část severního svahu je chráněná jako přírodní památka Chladný vrch. Důvodem ochrany jsou dva staré bukové porosty, naleziště tesaříka alpského. Oblast spravuje Správa CHKO Bílé Karpaty.